# Verpillières-sur-Ource
Verpillières-sur-Ource is een gemeente in het Franse departement Aube (regio Grand Est) en telt 115 inwoners (2009). De plaats maakt deel uit van het arrondissement Troyes.

## Geografie
De oppervlakte van Verpillières-sur-Ource bedraagt 16,8 km², de bevolkingsdichtheid is dus 6,8 inwoners per km².
De onderstaande kaart toont de ligging van Verpillières-sur-Ource met de belangrijkste infrastructuur en aangrenzende gemeenten.

## Demografie
Onderstaande figuur toont het verloop van het inwonertal (bron: INSEE-tellingen).

Vanwege een beveiligingsprobleem met de MediaWiki Graph-software is het momenteel niet mogelijk deze grafiek weer te geven. Zodra de software is bijgewerkt zal de grafiek vanzelf weer zichtbaar worden.